# منتخب تايلاند لهوكي الجليد
منتخب تايلاند الوطني لهوكي الجليد (بالتايلندية: ฮอกกี้น้ำแข็งชายทีมชาติไทย)‏ هو ممثل تايلاند الرسمي في المنافسات الدولية في هوكي الجليد . تأسس في 2003.